# Feroniella
Feroniella é um género botânico pertencente à família Rutaceae.

## Espécies
- Feroniella lucida
- Feroniella puberula
- Feroniella pubescens